# Station Tebing-Tinggi
Tebing-Tinggi is een spoorwegstation in de Indonesische provincie Noord-Sumatra.

## Bestemmingen
- Sribilah: naar Station Rantau Prapat
- Lancang Kuning: naar Station Tanjung Balai
- Putri Deli: naar Station Tanjung Balai
- Siantar Ekspres: naar Station Siantar